# S&P 500

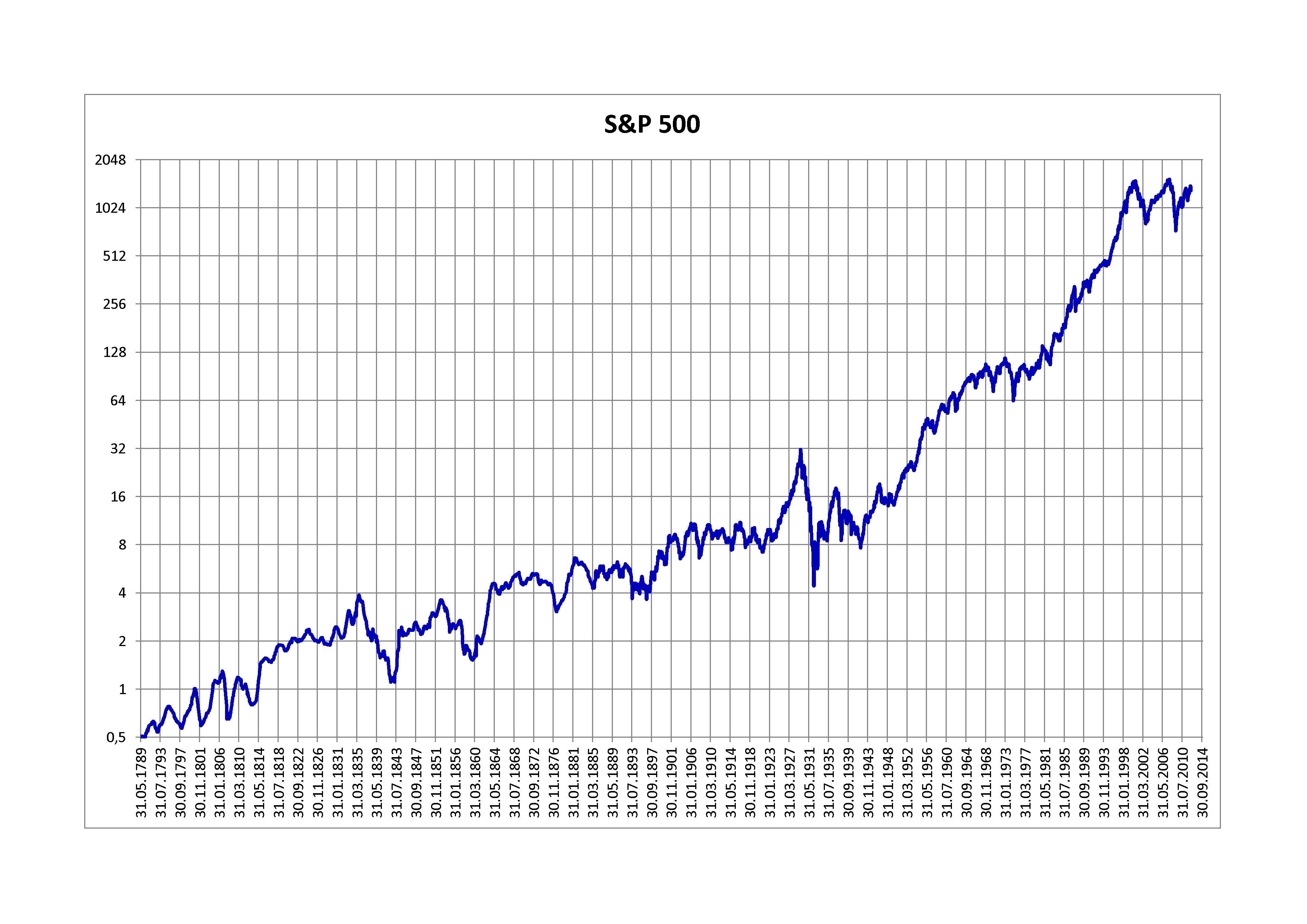
S&P 500 1789-2012

L'índex Standard & Poor's 500 (oficialment Standard & Poor's 500 Index), també conegut com a S&P 500, és un dels índexs borsaris més importants dels Estats Units i inclou les 500 empreses més grans dels Estats Units i es pondera d'acord amb la capitalització de mercat de cada una de les empreses. El S&P 500 és elaborat per l'agència de qualificació de risc d'accions i bons Standard & Poor's i és considerat l'índex més representatiu de la situació real del mercat.

## Història
La història del S&P 500 data del 1923, quan l'empresa Standard & Poor's va introduir un índex que cobria 233 companyies. L'índex, tal com se'l coneix avui en dia, es va crear el 1957 en ampliar-se a les 500 companyies més grans del mercat estatunidenc. L'S&P 500 sens dubte és una eina clau per a conèixer la situació del mercat.